# Міжсоюзницька комісія у справах Польщі

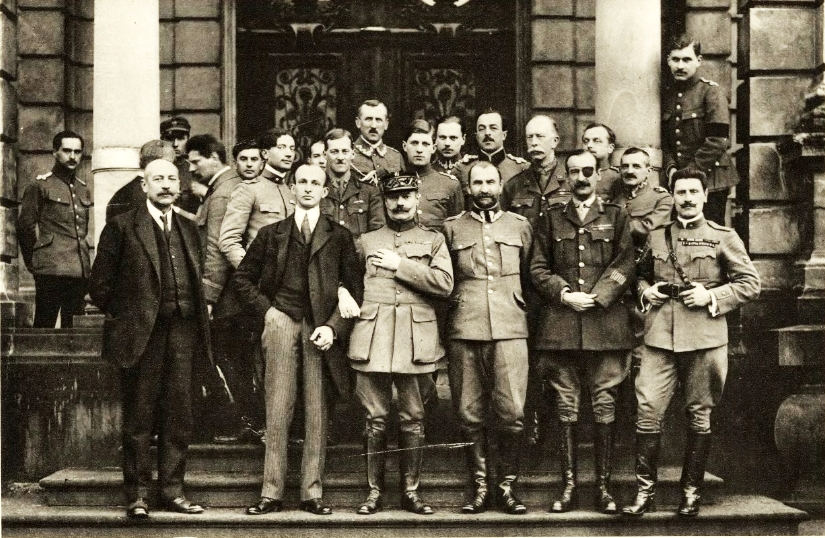
Міжсоюзницька місія у Львові, лютий 1919 р. Зліва направо: Станіслав Ванькович, Роберт Говард Лорд, генерал Жозеф Бартелемі, генерал Тадеуш Розвадовський, генерал Адріан Картон де Віарт, генерал-майор Джузеппе Стабіле

Територія під контролем ЗУНР (сірим), прорив блокади Львова поляками (листопад 1918) і лінія фронту на момент припинення вогню між армією «Схід» та УГА

Міжсоюзницька комісія у справах Польщі, Міжсоюзницька комісія з польських справ, або Комісія у польських справах (пол. Komisja Międzysojusznicza dla Polski/Komisja Międzysojusznicza dla Zbadania Spraw Polskich) — комісія, створена 29 січня 1919 року Верховною радою Паризької мирної конференції на пропозицію Ж. Клемансо, пізніше перетворена Радою Десятьох на Міжсоюзницьку місію у Польщі. Очолював комісію Жозеф Нуланс. До її завдань входило впливати на політику польського уряду згідно з положеннями Паризької мирної конференції та інформувати свої уряди про ситуацію в Польщі. Її представники перебували в Польщі з 13 лютого по 28 березня 1919 року. Комісію розпущено 24 квітня 1919 року.
15 лютого 1919 року зі складу цієї комісії було виділено Підкомісію у справах перемир'я на польсько-українському фронті, яку очолив прихильно налаштований до Польщі французький генерал Джозеф Бартелемі. До неї увійшли також представник Великої Британії Адріан Картон де Віарт, представник США проф. Роберт Говард Лорд, представник Італії Джузеппе Стабіле.

## Історія
Роботу Міжсоюзницької комісії, яка повинна була визначити етнографічні межі Польщі, ініціювала британська сторона, оскільки Ллойд Джордж наполягав на повному невтручанні у справи Східної Галичини сусідніх із нею новоутворених держав (Польщі й УНР) до розв’язання питання її статусу на Мирній конференції.
24 січня 1919 р. Верховна рада мирної конференції (головний орган коаліції держав-переможниць) ухвалила рішення про заборону воєнних дій у Східній Європі
14 лютого 1919 року Українська Галицька Армія почала наступ на лінії Гродек-Ягеллонський—Судова Вишня, маючи на меті оволодіти Львовом. 16-18 лютого частини УГА під Львовом здобули Збоїща, а між Городком і Судовою Вишнею зайняли села Братківці і Вовчухи, звідки могли обстрілювати залізницю Перемишль—Львів. За таких обставин 17 лютого з Варшави до Львова вирушила міжсоюзницька (під)комісія на чолі з генералом Бартелемі для переговорів з українським урядом у справі перемир'я з поляками. Ще в дорозі, 18 лютого, вона вислала телеграму до УГА з вимогою термінового припинення наступу і погрозою, що відмова буде розцінюватись, як розрив дипломатичних відносин Західної України з Антантою. 22 лютого 1919 у Львові вона звернулася до української сторони з вимогою припинення вогню з метою ведення переговорів про перемир'я. Ультиматум було прийнято, хоча умови для ЗУНР, як виявилося згодом, були дуже невигідними: після припинення наступу УГА комісія запропонувала українцям підписати готову угоду про перемир'я, підготовлену ще у Варшаві спільно з представниками польської сторони. Ця угода передбачала демаркаційну лінію, на підставі якої Львів і Дрогобицький нафтовий басейн, приблизно 40% території Східної Галичини, залишались за Польщею. При цьому ніяких реальних гарантій представники Антанти щодо подальшої долі Галичини не висловили. Такі пропозиції західноукраїнська влада відкинула, після чого воєнні дії поновилися після 1 березня 1919 року. Але прорвати польський фронт УГА вже не вдалося. 18 березня поляки відбили залізницю між Судовою Вишнею і Городком та прорвали облогу Львова. Водночас, відмова уряду ЗОУНР значно ускладнила діяльність делегації на конференції в Парижі, де почали надавати більше переваги полякам.

## Перемовини
Переговори почалися 25 лютого о 6 год. ранку у Львові. Делегація Державного Секретаріяту Західної Области Української Народної Республіки, що прибула того самого дня, мала такий склад: державний секретар судових справ Осип Бурачинський, д-р Степан Витвицький, д-р Михайло Лозинський, д-р Володимир Охримович (два останні перебували у Львові і ввійшли до делегації на підставі повноважень, привезених делегацією), Володимир Темницький, полк. Гужковський, отаман Рожанковський, полк. Слюсарчук, підполк. Фідлер і перекладач о. Бонн
Перемовини і припинення вогню були конче потрібні полякам. У той час Польща ще не могла перекинути в Галичину значні бойові сили, бо була втягнута у воєнні конфлікти з Німеччиною (у Сілезії), Чехословацькою республікою, Литвою, більшовиками. Та й польське військо було лише на етапі становлення.
У перемовинах з поляками був зацікавлений і голова Директорії УНР Симон Петлюра. Він радив членам галицької делегації прийняти пропозиції генерала Бартелемі, бо це б відкрило шлях до визнання України в Європі та дало б можливість одержати допомогу амуніцією і військовими товарами для продовження боротьби за державну незалежність.
У комісії з польських справ переважила позиція Жозефа Нуланса, який виступав за виключно військовий характер можливих угод із ЗУНР без попереднього залагодження будь-яких політичних питань. Есме Говард же висловлювався за пов'язаність можливої згоди Державного секретаріату ЗУНР з обіцянкою Антанти визнати Українську Народну Республіку, частиною якої формально була ЗУНР після Акту Злуки. Проте пропозиція Говарда не дістала підтримки більшості комісії.